# 歩璣
歩 璣（ほ き）は、中国の三国時代から西晋時代にかけての武将。本貫は徐州臨淮郡淮陰県。『三国志』呉書に伝のある歩騭の嫡孫。

## 生涯
祖父の歩騭の代から呉に仕えた。父の歩協が亡くなると爵位は歩璣が、西陵督の職は叔父（歩協の弟）の歩闡が継いだ。
呉の鳳凰元年（272年）8月、歩闡が中央への召還となる繞帳督転任を命じられる。代々西陵の地にあった歩闡はこれを、自らの職を奪うものと考え、同年9月、呉に対して反乱を起こす（西陵の戦い）。歩璣と弟の歩璿とが西晋に降伏の使者として派遣され、歩璣は監江陵諸軍事・左将軍・散騎常侍・廬陵太守に任じられ、江陵侯に改封された。
その後の歩璣の動向は直接的には史書に記されないが、同年12月（273年年始）、歩闡の乱は陸抗によって平定され、歩氏一族は族誅となった。そして人質として西晋に残っていた歩璿だけが生き延び、祖先の祭祀を継いだ。